# Adolf von Carlowitz
Georg Adolf von Carlowitz (* 23. Februar 1900 in Dresden; † 19. November 1966 in Goslar) war ein deutscher Staatsbeamter. 

## Leben und Wirken
Adolf von Carlowitz war ein Sohn des letzten königlich-sächsischen Kriegsministers Adolph von Carlowitz. 
Nach dem Abschluss einer Banklehre schloss von Carlowitz ein Jura-Studium mit der ersten juristischen Staatsprüfung und einer Promotion zum Dr. jur. ab. Von 1926 bis Juni 1932 war er Zivilangestellter im Reichswehrministerium. In seiner Stellung als Sachbearbeiter bzw. Referent für Landesverratsprozesse war er in der Politischen Abteilung des Ministeriums beschäftigt und in dieser Eigenschaft ein enger Mitarbeiter und Vertrauter von Kurt von Schleicher, Eugen Ott und Erich Marcks.
Im Herbst 1932 wurde von Carlowitz auf Betreiben von Kurt von Schleicher unter Beförderung zum Oberregierungsrat zum Leiter der Pressestelle des Preußischen Staatsministeriums ernannt.
Nachdem er unmittelbar nach dem Machtantritt der Nationalsozialisten am 31. Januar 1933 seine Beurlaubung aus dem Staatsdienst erbeten hatte, wurde er im Februar 1933 in den einstweiligen Ruhestand und im weiteren Verlauf des Jahres in den endgültigen Ruhestand versetzt. Sein Posten als Leiter der Pressestelle des Staatsministeriums wurde derweil dem Papen-Vertrauten Herbert von Bose übertragen. 
Seit seinem Ausscheiden aus dem Staatsdienst befasste sich von Carlowitz vor allem mit volkswirtschaftlichen Aufgaben. Noch im Laufe des Jahres 1933 übernahm er eine Stellung als Pressechef des Reichsverbandes der Privatversicherungen. Seit dem Sommer 1938 arbeitete er in der Zentralverwaltung der Reichswerke Hermann Göring.
Zum Kriegsende geriet er bei der Besetzung Berlins durch die Rote Armee in sowjetische Kriegsgefangenschaft, aus der er im Oktober 1946 zurückkehrte. Nach der Prüfung seiner politischen Unbescholtenheit durch die britische Militärregierung wurde er in Berlin zum Treuhänder des Vermögens der ehemaligen Reichswerke Hermann Göring bestellt.